# Frank Ross (Politiker)

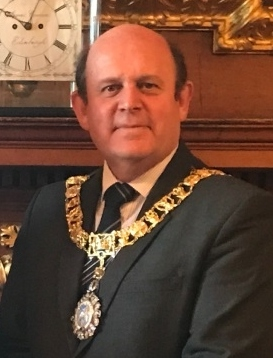
Frank Ross 2018

Frank Ross (* 1959 in London, England) ist ein schottischer Politiker, der vom April 2017 bis Mai 2022 Lord Provost of Edinburgh war. Als Mitglied der Scottish National Party (SNP) war er Mitglied des Stadtrats der City of Edinburgh von 2012 bis 2022.

## Leben und Bildung
Frank Ross wurde 1959 in London, England geboren. Bereits in den ersten Jahren seines Lebens zog er nach Glasgow. Danach wurde er an der Leith Academy von 1964 bis 1970 unterrichtet und anschließend am George Watson’s College von 1979 bis 1975 in Edinburgh. Er erhielt einen Bachelor in Business Studies von der Napier University und arbeitete als Buchhalter bevor er in ein öffentliches Amt gewählt wurde.

## Politische Karriere

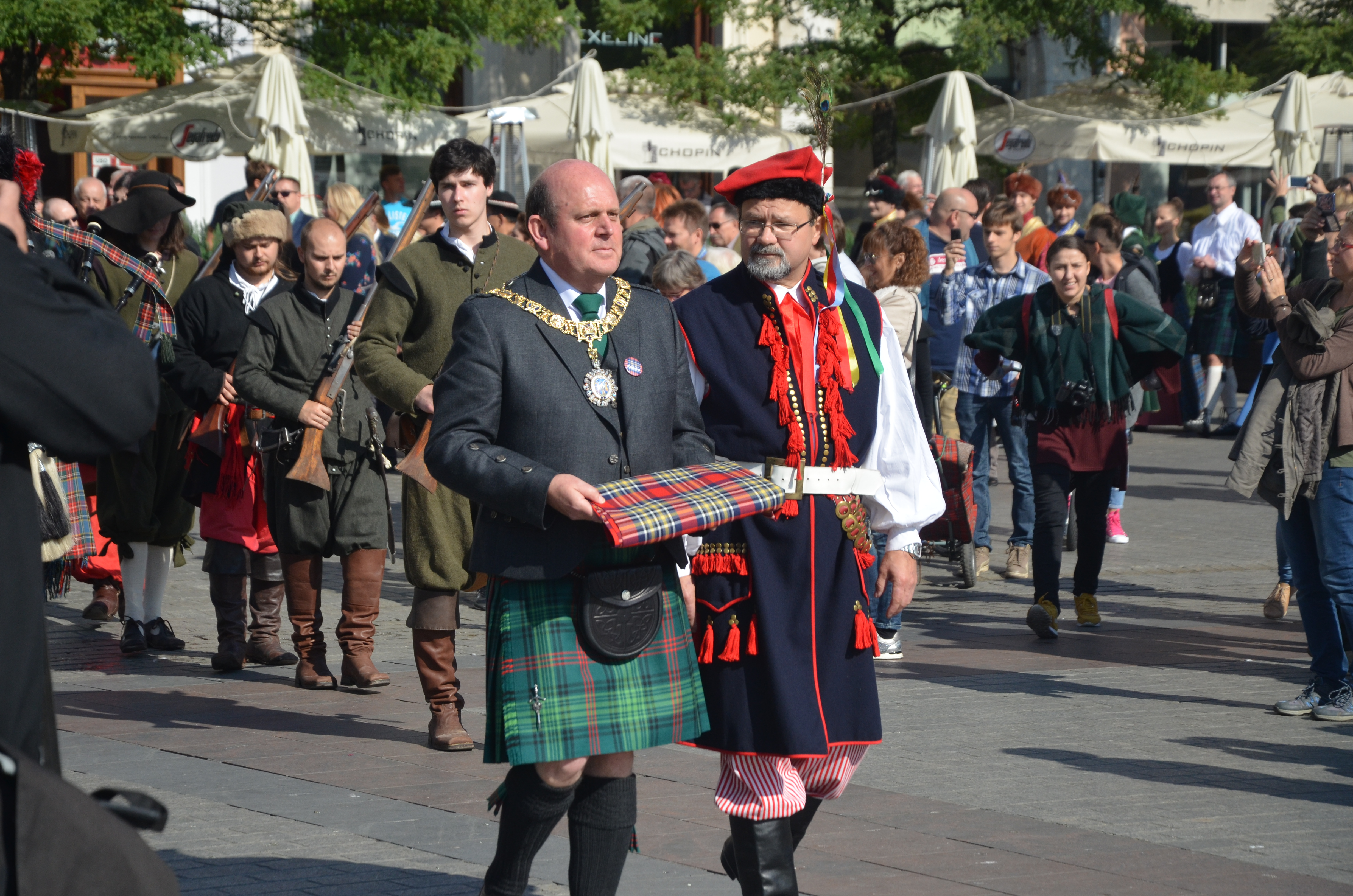
Ross während einer Zeremonie in Kraków

Ross wurde im Jahr 2012 als Mitglied des City of Edinburgh Council für den Wahlbezirk Corstorphine/Murrayfield als Mitglied der Scottish National Party gewählt. Er war drei Jahre Vorsteher des Wirtschaftsausschusses. Er war stellvertretender Vorsitzender des Stadtrats und wurde im April 2017 zum 257. Lord Provost und Lord Lieutenant von Edinburgh gewählt.
Im selben Jahr reiste Ross nach Kraków, um der Stadt seinen Tartan zu überreichen. Dieser wurde zuvor in einem Wettbewerb ausgewählt. Dies geschah als Zeichen der Städtepartnerschaft zwischen Edinburgh und Kraków.
Im Mai 2022 verließ Ross das Amt des Lord Provost und ihm folgte Robert Aldridge nach. Im Dezember des Jahres trat Ross aus dem Stadtrat zurück.

## Persönliches
Ross lebt in Edinburgh mit seiner Ehefrau Hanna Ross und ihren beiden Kindern. Er ist ein Freund von Bowling, Curling, Rugby und Fußball. Er ist Unterstützer von Heart of Midlothian FC. Er ist Fellow des Chartered Institute of Management Accountants.